# ヌムール

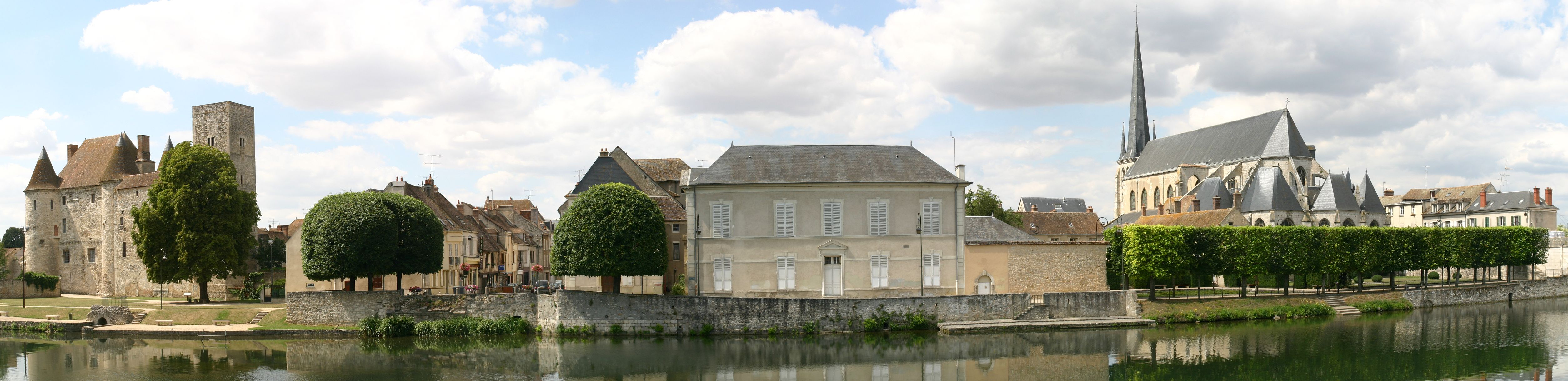

ヌムール （Nemours）は、フランス、イル＝ド＝フランス地域圏、セーヌ＝エ＝マルヌ県のコミューン。

## 地理
フォンテーヌブローの南約17kmに位置する。ロワレ川に面する。国道7号線がコミューンを通過する。

## 歴史

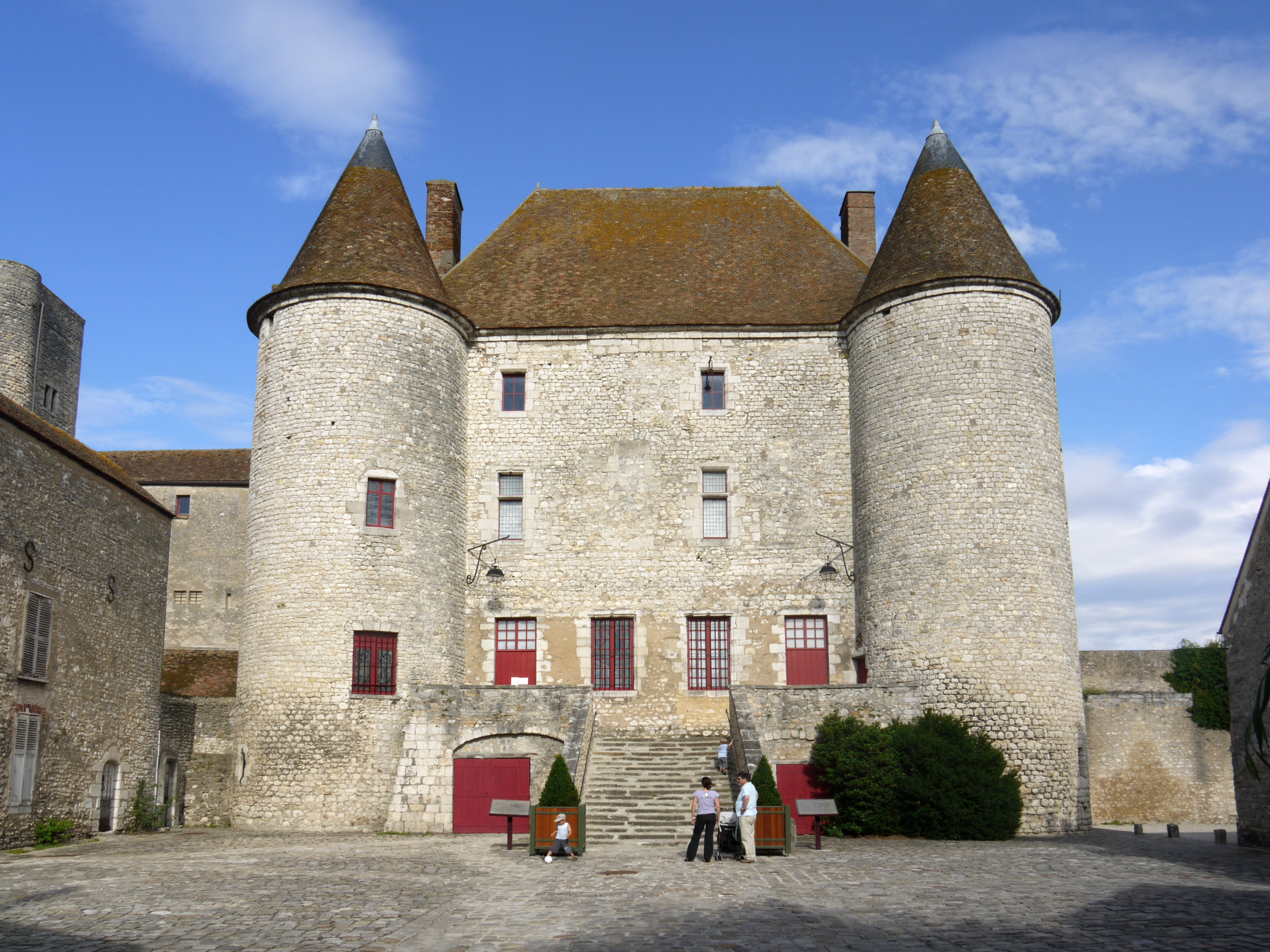
ヌムール城

ヌムールの名は843年にNemaususと記された。これはニームを発祥とするガリア神Nemaususに由来する。ガリア語でnemとは聖域を指し、nemeto-は神聖な場所、神殿を意味する。
ヌムールの歴史は12世紀までさかのぼれる。最初は領主支配だった。市街にある城とサン＝ジャン＝バティスト教会は、ルイ7世とフィリップ・オーギュスト王子（のちのフィリップ2世）の二代にわたって仕えた侍従長、ゴーティ・ド・ヴィルベオンの要請で1170年頃に建てられたものである。市街は百年戦争中の1358年に焼失した。火災で破壊された教会は1445年に再建され1555年に完成した。
1274年、ヌムールはフィリップ3世に買収され、シャルル6世時代の1404年、公爵領となった。その後ナバラ王カルロス3世に対して譲渡された。1425年、フランス王国に貸し出され、その後没収された。ルイ11世はジャック・ダルマニャックにヌムールを割譲した。1503年にアルマニャック家が断絶するとフランス王国へ再び戻った。ルイ12世はナルボンヌ伯領と交換にガストン・ド・フォワへヌムールを授けた。フランソワ1世はヌムールをメディチ家のジュリアーノへ授けた。ジュリアーノの死後、未亡人となったフィリベルト・ド・サヴォワがヌムールを相続、以後サヴォワ家が150年間領有した。サヴォワ家が断絶するとルイ14世のものとなり、王はオルレアン公フィリップ1世へヌムールを授けた。彼の子孫が1789年まで代々領主であった。ヌムール公の称号は、ルイ・フィリップ王の次男ルイ・シャルル王子の家系へ受け継がれた。
1585年7月7日、アンリ3世はヌムール城において、ユグノーの公式礼拝を禁じ、アンリ・ド・ナヴァール（のちのアンリ4世）の王位継承権を排除するというヌムール条約を締結した。
アメリカ合衆国の多国籍企業デュポンの正式名称はイー・アイ・デュポン・ド・ヌムール・アンド・カンパニーである。このデュポン・ド・ヌムールとは創業者エルテール・デュポンの父親がルイ16世によって貴族に列せられた際名乗った姓である。

## 出身者
- ピエール・ベルチェ - 鉱物学者
- フィリップ・プティ - 大道芸人
- エティエンヌ・ベズー - 数学者
- アブドゥライェ・ディアビ - サッカー選手
- エヴァンス・コンドグビア - サッカー選手
- ジョフレイ・コンドグビア - サッカー選手

## 姉妹都市
- ミュールタール、ドイツ
- チェリニョーラ、イタリア